# 集睿百科
集睿百科（JurisPedia）是2004年10月上線的運行在MediaWiki上的在線法律百科全書。不過它並非維基媒體基金會項目。2012年，集睿百科加入法律信息自由取用运动。